# Segno

Muziekteken

Segno is de Italiaanse muziekterm voor een 'teken', een symbool, en wordt in de muzieknotatie gebruikt om een plaats in de muziekpartij te markeren om naar terug te gaan in een Dal segno constructie. Doorgaans wordt hier een gestileerde S voor gebruikt maar andere tekens komen ook voor.
Zarlino zegt in zijn "Institioni Harmoniche" (1558): "De gids [dux] wordt voluit geschreven, en dan, op het moment dat de imitatie [comes] inzet staat er een teken, dat musici presa genoemd wordt". De term presa zou in onze taal eigenlijk moeten worden gebruikt, want de term "segno" betekent al "teken", wat zowel een vrij algemene term is, maar vaak ook wordt gebruikt in de samenvoeging "segno-teken", wat "teken-teken" inhoudt.